# Saint Francis
Saint Francis är en amerikansk skräckfilm från 2007 skriven och regisserad av Ezra Gould. Dita von Teese medverkar i en av rollerna. Den är 77 minuter lång.